# Schultesiophytum chorianthum
Schultesiophytum chorianthum är en enhjärtbladig växtart som beskrevs av Gunnar Wilhelm Harling. Schultesiophytum chorianthum ingår i släktet Schultesiophytum och familjen Cyclanthaceae. Inga underarter finns listade.